# Megyn Kelly
Megyn Marie Kelly, född 18 november 1970 i Syracuse, New York, är en amerikansk programledare, journalist, jurist samt före detta politisk kommentator för Fox News mellan 2004 och 2017. Megyn Kelly arbetade sedan mellan 2017 och 2019 på NBC News Kelly har lett programmen The Kelly File och har tidigare också lett America Live with Megyn Kelly, och även Americas Newsroom. Mellan 2007 och 2012 ledde hon Fox News nyårsaftonspecial, all American New Year. Hon var med på magasinet Time lista över den 100 mest inflytelserika personerna i världen år 2014.

## Karriär

### Flytten till NBC
Under senare delen av 2016 uppgavs Kelly överväga att arbeta för andra nyhetskanaler än Fox då hennes kontrakt gick mot sitt slut. Enligt vissa källor berodde det också på konflikter på redaktionen angående Donald Trump.  I januari 2017 rapporterade New York Times att hon skulle avsluta sitt arbete vid Fox News för att istället arbeta för NBC News där hon både skulle vara nyhetsankare och vara värd för ett eget program på dagtid. Dessutom skulle hon även arbeta med nyhetsfördjupningar i "Sunday night news show".